# 尧庙镇
尧庙镇，是中华人民共和国山西省临汾市尧都区下辖的一个乡镇级行政单位。

## 行政区划
尧庙镇下辖以下地区：
尧庙村、王庄村、大韩村、金井村、下靳村、神刘村、伊村、杜村、乔村、郭村、西赵村和东赵村。